# Soundtrack n°1 (série télévisée)
 (juillet 2024).
La mise en forme du texte ne suit pas les recommandations de Wikipédia : il faut le « wikifier ».
Les points d'amélioration suivants sont les cas les plus fréquents. Le détail des points à revoir est peut-être précisé sur la page de discussion.
- Les titres sont pré-formatés par le logiciel. Ils ne sont ni en capitales, ni en gras.
- Le texte ne doit pas être écrit en capitales (les noms de famille non plus), ni en gras, ni en italique, ni en « petit »…
- Le gras n'est utilisé que pour surligner le titre de l'article dans l'introduction, une seule fois.
- L'italique est rarement utilisé : mots en langue étrangère, titres d'œuvres, noms de bateaux, etc.
- Les citations ne sont pas en italique mais en corps de texte normal. Elles sont entourées par des guillemets français : « et ».
- Les listes à puces sont à éviter, des paragraphes rédigés étant largement préférés. Les tableaux sont à réserver à la présentation de données structurées (résultats, etc.).
- Les appels de note de bas de page (petits chiffres en exposant, introduits par l'outil «  Source ») sont à placer entre la fin de phrase et le point final[comme ça].
- Les liens internes (vers d'autres articles de Wikipédia) sont à choisir avec parcimonie. Créez des liens vers des articles approfondissant le sujet. Les termes génériques sans rapport avec le sujet sont à éviter, ainsi que les répétitions de liens vers un même terme.
- Les liens externes sont à placer uniquement dans une section « Liens externes », à la fin de l'article. Ces liens sont à choisir avec parcimonie suivant les règles définies. Si un lien sert de source à l'article, son insertion dans le texte est à faire par les notes de bas de page.
- La présentation des références doit suivre les conventions bibliographiques. Il est recommandé d'utiliser les modèles {{Ouvrage}}, {{Chapitre}}, {{Article}}, {{Lien web}} et/ou {{Bibliographie}}. Le mode d'édition visuel peut mettre en forme automatiquement les références.
- Insérer une infobox (cadre d'informations à droite) n'est pas obligatoire pour parachever la mise en page.

Pour une aide détaillée, merci de consulter Aide:Wikification.
Si vous pensez que ces points ont été résolus, vous pouvez retirer ce bandeau et améliorer la mise en forme d'un autre article.
Soundtrack #2
Soundtrack #1 ( hangeul : 사운드트랙 #1 ; RR : Saundeuteuraek #1) est une série télévisée sud-coréenne de 2022, mélangeant romance et musique.
Elle est écrite par Ahn Sae-bom et réalisée par Kim Hee-won.
Elle met en vedette Park Hyung-sik et Han So-hee.
La série est officiellement sorti sur Disney+, le 23 mars 2022 dans certains territoires, comme en France.
Soundtrack #2 qui est sortie en 2023, est une suite autonome de la série.

## Synopsis
Un jeune photographe et une jeune parolière, meilleurs amis depuis 20 ans, développent des sentiments en séjournant dans la même maison pendant deux semaines.

## Distribution

### Acteurs principaux
- Park Hyung-sik dans le rôle de Han Seon-woo, un photographe[7].
- Han So-hee dans le rôle de Lee Eun-soo, un parolier[8],[9].

### Acteurs secondaires
- Yoon Byung-hee dans le rôle de Dong-hyeon
- Kim Joo-hun dans le rôle de Kang Woo-il[10],[11]
- Lee Jung-eun comme la mère d'Eun-soo[12]

### Apparitions exceptionnelles
- Park Hoon dans le rôle de Gyeol-han[13]
- Park Min-jung dans le rôle de Ma-ri[13]
- Seo In-guk dans le rôle de Jay Jun[14]
- Yoon Seo-ah dans le rôle de Kim Seo-yeon[15]

## Bande originale
1) Sortie le 30 décembre 2021,
| N°             | Titre                                                       | Paroles        | Compositeur    | Artiste                     | Durée |
| -------------- | ----------------------------------------------------------- | -------------- | -------------- | --------------------------- | ----- |
| 1              | Love beyond words (사랑은 말로 표현하는게 아니래요)         | Doko           | Doko           | Cho Kyu-hyun (Super Junior) | 3:53  |
| 2              | Love beyond words (사랑은 말로 표현하는게 아니래요) (Inst.) |                | Doko           |                             | 3:53  |
| Durée Totale : | Durée Totale :                                              | Durée Totale : | Durée Totale : | Durée Totale :              | 7:46  |

2) Sortie le 6 janvier 2022,
| N°             | Titre                                      | Paroles                 | Compositeur    | Artiste        | Durée |
| -------------- | ------------------------------------------ | ----------------------- | -------------- | -------------- | ----- |
| 1              | Want to be happy (행복해지고 싶어)         | Lee Rae-eon Park Bo-ram | Lee Rae-eon    | Park Bo-ram    | 3:33  |
| 2              | Want to be happy (행복해지고 싶어) (Inst.) |                         | Lee Rae-eon    |                | 3:33  |
| Durée Totale : | Durée Totale :                             | Durée Totale :          | Durée Totale : | Durée Totale : | 7:06  |

3) Sortie le 20 janvier 2022,
| N°             | Titre                                                                         | Paroles        | Compositeur    | Artiste        | Durée |
| -------------- | ----------------------------------------------------------------------------- | -------------- | -------------- | -------------- | ----- |
| 1              | Your tender heart hurts me (소녀 같은 맘을 가진 그댈 생각하면 아파요)         | Doko           | Doko           | Davichi        | 3:40  |
| 2              | Your tender heart hurts me (소녀 같은 맘을 가진 그댈 생각하면 아파요) (Inst.) |                | Doko           |                | 3:40  |
| Durée Totale : | Durée Totale :                                                                | Durée Totale : | Durée Totale : | Durée Totale : | 7:20  |

4) Sortie le 27 janvier 2022,
| N°             | Titre           | Paroles                | Compositeur    | Artiste        | Durée |
| -------------- | --------------- | ---------------------- | -------------- | -------------- | ----- |
| 1              | My Love         | Lee Yong-min TLL D-Won | Lee Yong-min   | Kim Jong-kook  | 3:28  |
| 2              | My Love (Inst.) |                        | Lee Yong-min   |                | 3:28  |
| Durée Totale : | Durée Totale :  | Durée Totale :         | Durée Totale : | Durée Totale : | 6:56  |

5) Sortie le 6 février 2022,
| N°             | Titre                              | Paroles                        | Compositeur                | Artiste        | Durée |
| -------------- | ---------------------------------- | ------------------------------ | -------------------------- | -------------- | ----- |
| 1              | Talk to me (나에게 말해요)         | Bark Jung Ki-chang Kim Hyun-ah | Bark Jung Ki-chang Rosie K | Kim Jae-hwan   | 4:17  |
| 2              | Talk to me (나에게 말해요) (Inst.) |                                | Bark Jung Ki-chang Rosie K |                | 4:17  |
| Durée Totale : | Durée Totale :                     | Durée Totale :                 | Durée Totale :             | Durée Totale : | 8:34  |

6) Sortie le 14 février 2022,
| N°             | Titre                             | Paroles        | Compositeur    | Artiste        | Durée |
| -------------- | --------------------------------- | -------------- | -------------- | -------------- | ----- |
| 1              | Prettiest One (너만 예뻐)         | Kim Seong-tae  | Kim Seong-tae  | Standing Egg   | 3:08  |
| 2              | Prettiest One (너만 예뻐) (Inst.) |                | Kim Seong-tae  |                | 3:08  |
| Durée Totale : | Durée Totale :                    | Durée Totale : | Durée Totale : | Durée Totale : | 6:16  |

7) Sortie le 22 février 2022,
| N°             | Titre                                  | Paroles                             | Compositeur               | Artiste        | Durée |
| -------------- | -------------------------------------- | ----------------------------------- | ------------------------- | -------------- | ----- |
| 1              | A little more (아주 조금만 더)         | Lee Yong-min Choi In-hwan TLL D-Won | Lee Yong-min Choi In-hwan | Doyoung (NCT)  | 3:22  |
| 2              | A little more (아주 조금만 더) (Inst.) |                                     | Lee Yong-min Choi In-hwan |                | 3:22  |
| Durée Totale : | Durée Totale :                         | Durée Totale :                      | Durée Totale :            | Durée Totale : | 6:44  |

8) Sortie le 2 mars 2022,
| N°             | Titre                                                        | Paroles        | Compositeur     | Artiste        | Durée |
| -------------- | ------------------------------------------------------------ | -------------- | --------------- | -------------- | ----- |
| 1              | Wanna be your lover (이젠 친구에서 연인이 되고 싶어)         | Monday Kiz     | Monday Kiz Drei | Monday Kiz     | 4:26  |
| 2              | Wanna be your lover (이젠 친구에서 연인이 되고 싶어) (Inst.) |                | Monday Kiz Drei |                | 4:26  |
| Durée Totale : | Durée Totale :                                               | Durée Totale : | Durée Totale :  | Durée Totale : | 8:52  |

9) Sortie le 14 mars 2022,
| N°             | Titre                                                                            | Paroles          | Compositeur      | Artiste        | Durée |
| -------------- | -------------------------------------------------------------------------------- | ---------------- | ---------------- | -------------- | ----- |
| 1              | We'll shine brighter than any other stars (우린 어떠한 별보다 빛날 거야)         | Doko Lee Ki-hwan | Doko Lee Ki-hwan | Lee Hi         | 3:49  |
| 2              | We'll shine brighter than any other stars (우린 어떠한 별보다 빛날 거야) (Inst.) |                  | Doko Lee Ki-hwan |                | 3:49  |
| Durée Totale : | Durée Totale :                                                                   | Durée Totale :   | Durée Totale :   | Durée Totale : | 7:38  |

10) Sortie le 23 mars 2022
| N°             | Titre                  | Paroles                | Compositeur    | Artiste        | Durée |
| -------------- | ---------------------- | ---------------------- | -------------- | -------------- | ----- |
| 1              | Love Love Love         | Lee Yong-min TLL D-Won | Lee Yong-min   | Seobin         | 3:16  |
| 2              | Love Love Love (Inst.) |                        | Lee Yong-min   |                | 3:16  |
| Durée Totale : | Durée Totale :         | Durée Totale :         | Durée Totale : | Durée Totale : | 6:32  |

11) Sortie le 29 mars 2022,
| N°             | Titre                                                    | Paroles        | Compositeur    | Artiste        | Durée |
| -------------- | -------------------------------------------------------- | -------------- | -------------- | -------------- | ----- |
| 1              | Miss you, I'm sorry (더 보고 싶고 미안하고 그래)         | Seumusal       | Seumusal       | Lee Ye-joon    | 3:20  |
| 2              | Miss you, I'm sorry (더 보고 싶고 미안하고 그래) (Inst.) |                | Seumusal       |                | 3:20  |
| Durée Totale : | Durée Totale :                                           | Durée Totale : | Durée Totale : | Durée Totale : | 6:40  |

12) Sortie le 6 avril 2022
| N°             | Titre                     | Paroles        | Compositeur    | Artiste        | Durée |
| -------------- | ------------------------- | -------------- | -------------- | -------------- | ----- |
| 1              | Love beyond words         | Doko Gui-yoon  | Doko           | Doko           | 3:53  |
| 2              | Love beyond words (Inst.) |                | Doko           |                | 3:53  |
| Durée Totale : | Durée Totale :            | Durée Totale : | Durée Totale : | Durée Totale : | 7:46  |

13) Sortie le 13 avril 2022,
| N°             | Titre                                                            | Paroles        | Compositeur    | Artiste        | Durée |
| -------------- | ---------------------------------------------------------------- | -------------- | -------------- | -------------- | ----- |
| 1              | I'm more sorry and miss you (더 미안하고 보고 싶고 그래)         | Twenty         | Twenty         | Twenty         | 3:11  |
| 2              | I'm more sorry and miss you (더 미안하고 보고 싶고 그래) (Inst.) |                | Twenty         |                | 3:11  |
| Durée Totale : | Durée Totale :                                                   | Durée Totale : | Durée Totale : | Durée Totale : | 6:22  |

## Accueil

### Audience
Soundtrack #1 a été classée première parmi les séries les plus regardées sur Disney+ dans plusieurs pays asiatiques, comme en Corée du Sud, au Japon, à Singapour, à Hong Kong et à Taiwan, au cours de la semaine du 26 mars 2022,,.

### Critique
Ayushi Agrawal de Pinkvilla a trouvé la série rassurante et simple, déclarant que même si elle n'apporte pas quelque chose de nouveau, la série parvient à être une histoire d'amour convaincante et a loué les performances de Park Hyung-sik et Han So-hee.
Tanu I. Raj de New Musical Express a attribué une note 4 étoiles sur 5 à la série et l'a trouvé comme « l'une des offres les plus sublimes », de l'été 2022. Raj a qualifié la relation entre les deux personnages principaux d'intime, réaliste et sensible, et a fait l'éloge des dialogues et des visuels, tout en complimentant les performances des acteurs.
Amit Adarsh a lui déclaré que « cette série capture plus d'émotions que 90 % des drames romantiques à seize épisodes ».